# Kalhausen
Kalhausen là một xã trong vùng Grand Est, thuộc tỉnh Moselle, quận Sarreguemines, tổng Rohrbach. Tọa độ địa lý của xã là 49° 01' vĩ độ bắc, 07° 19' kinh độ đông. Kalhausen nằm trên độ cao trung bình là 315 mét trên mực nước biển, có điểm thấp nhất là 203 mét và điểm cao nhất là 331 mét. Xã có diện tích 13,52 km², dân số vào thời điểm 1999 là 799 người; mật độ dân số là 52 người/km².

## Thông tin nhân khẩu
| 1962 | 1968 | 1975 | 1982 | 1990 | 1999 |
| ---- | ---- | ---- | ---- | ---- | ---- |
| 805  | 855  | 844  | 868  | 841  | 799  |

## Địa điểm tham quan
- Lâu đài Weidesheim
- Nhà thờ St Martin